# Бронзовый цветоед
Бронзовый цветоед (лат. Dicaeum aeneum) — вид певчих птиц семейства цветоедовых.

## Таксономия
В составе вида выделяют три подвида:
- D. a. aeneum — номинативный, обитает в северной и центральной частях Соломоновых Островов.
- D. a. becki — встречается на острове Гуадалканал.
- D. a. malaitae — населяет остров Малаита.

Согласно одному из исследований, проведённым на основе анализа маркеров митохондриальной ДНК, подвиды бронзового цветоеда отличаются между собой как минимум на 7 %, причём D. a. malaitae является наиболее отдалённым генетически (что проявляется также и внешне).

## Описание

### Внешний вид
Достаточно мелкая птица: размеры тела составляют около 8 см, масса — от 7,1 до 8,8 г.
Оперение верхней части тела (головы и спины) серое, бока — лимонно-оливковые у самцов и оливковые у самок, хвост — чёрный, нижняя часть брюшка и подхвостье — охристо-белые. Под клювом на горле имеется белое пятно, которое у самок сливается со светлыми, почти белыми грудью и брюшком. У самцов грудь серая c ярко-красным пятном по середине. Кроме того, самки отличаются наличием четырёх тонких белых пятен на голове, идущих от основания клюва.
Подвиды отличаются в основном цветом металлического блеска на спине и крыльях: у номинативного подвида этот блеск голубой, у D. a. becki — зеленоватый, а у D. a. malaitae — менее выраженный, бледно-голубой. Кроме того, представители D. a. malaitae имеют более светлую нижнюю часть тела и заметно более тонкий и длинный клюв.

### Голос
Песня имеет несколько вариаций. Может состоять из быстрого «тик-тик-тик», пронзительного «суи-суи», стрекочущей трели, а также содержать в себе шипящие звуки и щебетание, напоминающее звук ломающихся веток.

## Распространение
Эндемик Соломоновых Островов. Встречается в самых различных лесах, а также на территориях, покрытых кустарниками, включая побережье и горы.
Количество особей неизвестно, но в целом популяция считается стабильной.

## Биология
Питается фруктами и насекомыми. Часто ест на лету, порхая на одном месте.
Обычно держится парами или небольшими группами.
Откладывает яйца в январе, иногда также — в июне. Гнездо овальной формы с отверстием посередине, строится из травы и прочего растительного материала, подвешено к ветке или стоит на ней и находится на высоте от 1 до 2 метров над землёй. В кормлении птенцов и уходом за гнездом участвуют оба родителя.